# بلاغیان
بلاغیان (Grands rhétoriqueurs) گروهی از شاعران فرانسوی که در اواخر قرن پانزدهم و اوایل قرن شانزدهم در دربار Burgundy و در پاریس ظهور کردند.
شاعران دشوار و غامضی بودند که شعرشان با وزن و قافیه پیچیده جنبهٔ کاملاً تمثیلی داشت و ویژگی‌های بلاغی و صورت گرایی در آن بسیار قوی بود.
از جمله مشهورترین آنان:
- ژرژ شاستلن (۱۴۱۵–۱۴۷۴)
- ژان مولینه (۱۴۳۵–۱۵۰۷)
- ژان مارو (۱۴۵۰–۱۵۲۶) پدر کلمان مارو
- Jean Meschinot (۱۴۲۰–۱۴۹۱) (فعال از ۱۴۵۰–۱۴۹۰)
- ژان روبرت (فعال از ۱۴۶۰–۱۵۰۰)
- گیوم کرتین (۱۴۶۱–۱۵۲۵)
- ژان لمر دو بلژ (۱۴۷۳–۱۵۱۶)
- ژان بوشه (۱۴۷۶–۱۵۵۵)
- آندره دو لا وین (فعال از ۱۴۸۵–۱۵۱۵)
- Octavien de Saint-Gelays (فعال از ۱۴۹۰–۱۵۰۵)
- Jean d'Auton (فعال از ۱۴۹۹–۱۵۲۸)
- پیر گرینگور (۱۴۷۵–۱۵۳۸) (فعال از ۱۵۰۰–۱۵۳۵)